# Emberi Jogok Európai Bírósága
Koordináták: é. sz. 48° 35′ 49″, k. h. 7° 46′ 29″48.596944°N 7.774722°E
Az Emberi Jogok Európai Bírósága (EJEB) az 1950-es „Egyezmény az emberi jogok és alapvető szabadságok védelméről”, vagy röviden az Emberi Jogok Európai Egyezménye betartásának felügyeletére létrehozott bíróság. Az Európa Tanács által elfogadott egyik legfontosabb egyezménynek a Tanács mind a 47 tagja részese. Az aláíró felekkel szembeni emberi jogi sérelmekkel kapcsolatos kereseteket a többi aláíró állam és magánszemélyek nyújthatják be. A bíróságnak egy magyar tagja van: Paczolay Péter, Előtte 2008-tól Sajó András töltötte be ezt a pozíciót, akit 2015-ben elnökhelyettesnek választottak 3 évre; Sajó Andrást megelőzően 1991 és 2008 között Baka András volt tagja a testületnek.
A fentnevezett Egyezmény védi különösen: az élethez való jogot; a tisztességes eljáráshoz való jogot polgári és büntető ügyekben egyaránt; a magán- és családi élet tiszteletben tartásához való jogot; a véleménynyilvánítás szabadságát; a gondolat, lelkiismeret és vallás szabadságát; a hatékony jogorvoslathoz való jogot; a javak háborítatlan élvezetéhez való jogot, a választójogot és a választhatósághoz való jogot

## Eljárásrend
A kérelmeket Strasbourgban lehet a nemzeti, magyar nyelven írásban, ingyenesen benyújtani, a szóbeli meghallgatás rendkívül ritka. Az eljárás során használt nyelv az angol vagy a francia. Az eljárás évekig eltarthat. Feleknek számítanak a kérelmező (aki általában természetes személy, de szűk körben jogi személy is lehet), míg másik oldalon az állam áll, akinek egyik szerve a vélt jogsértést elkövette és akit az ún. Kormányképviselő (agent) képvisel.
Minden kérelem (panasz) először iktatásra kerül, és különböző kiegészítő dokumentumokat vagy információkat kér a nemzeti bíró mellett előkészítést végző magyar nyelvű referens (befogadás). Ha a kérelmet befogadták, akkor az ügy egy három bíróból álló tanács elé kerül, amely az elfogadhatóság többnyire formai és eljárási jellegű feltételeit vizsgálja. A testület dönthet (de csak egyhangúlag) úgy, hogy érdemi vizsgálat nélkül elutasítja a panaszt. Ez ellen nincs helye semmilyen jogorvoslatnak, fellebbezésnek. Az elfogadhatóságnak számos előfeltétele van, amelyek közül az egyik legfontosabb a hazai jogorvoslatok teljes kimerítése, ugyanis ez a bíróság nem a hazai bíróságok újabb fellebbezési fóruma, hanem az Egyezmény egyes cikkeiben foglalt emberi jogok érvényesülését vizsgálja.
Ha a kérelmet elfogadhatónak találják, akkor az egy 7 tagú Kamara elé kerül és érdemben a Kamara hoz döntést (ítéletet) vagy jóváhagyja a felek között létrejött egyezséget (ún. békés rendezés), amely utóbbi azonnal végleges és végrehajtható lesz.
A Kamara ítélete ellen bármely fél 3 hónapon belül a Nagykamarához fordulhat. A Nagykamara a fellebbezett ügyekben másodfokon dönt, de ha az Egyezményben foglalt kivételes esetben első fokon már hozzá fordultak, akkor csak az átfogó, elvi jellegű és az Egyezmény értelmezését befolyásoló kérdésekkel foglalkozik.
Az ítélet akkor lesz végleges, ha a Nagykamara döntést hoz vagy a három hónapos fellebbezési határidő eredménytelenül telik el. A véglegesség, amely lényegében a jogerőt jelenti, azt vonja maga után, hogy az államnak az ítéletet végre kell hajtania. Az ítélet nemcsak Egyezménysértést, de gyakran kártérítést (ún. igazságos elégtételt) is megállapít. Az elmarasztalt állam kormányának az euróban megállapított igazságos elégtétel összegét – nemzeti valutájában – az ítélet véglegessé (jogerőssé) válásától számított 3 hónapon belül ki kell fizetnie. A bíróság minden döntése kötelező és végrehajtandó a tagállamokra, kivéve ha tanácsadói véleményből áll.
Az Európa Tanács Miniszteri Bizottságának a feladata a Bírósági döntés végrehajtásának felügyelete. A Miniszteri Bizottság 6 hónapon belül napirendjére tűzi minden ítélet végrehajtásának ellenőrzését és mindegyikről rendszeres beszámolót kér a Kormányképviselőtől. Ha az államok nem teljesítik az ítéletekből származó kötelezettségeiket, annak elsősorban diplomácia és viszonylag szűk körű jogi, illetve nemzetközi jogi szankciói vannak, pl.végső szankciója lehet az Európa Tanácsból való kizárás.

## Magyar vonatkozású ítéletei
- 2008. július: Magyarországot elmarasztalta az EJEB a szólásszabadság megsértése miatt, mert az Vajnai Attila, a Magyarországi Munkáspárt 2006 alelnöke ellen büntetőeljárást indított a vörös csillag viselése miatt.[7]
- 2008. július: Daróczy Tibornénak 3000 euró elégtételt ítéltek meg, mert „elfogadhatatlan merevséggel” 50 éve viselt nevének megváltoztatására kényszerítették.[8]
- 2009. május: Kenedi János nyert a magyar állam ellen az állampárti titkosszolgálati iratokhoz való szabad hozzáférés megtagadása miatt kezdeményezett perben.[9]
- 2010. május: Kiss Alajos nyert a magyar állam ellen a 2006-os országgyűlési választással kapcsolatos perben, amelyben sérelmezte, hogy (az Alkotmány alapján) őt szavazójogától megfosztották.[10]
- 2010. május: 12 000 eurós erkölcsi kártérítést kell fizetnie Magyarországnak Engel Zoltán elítéltnek megalázó bánásmód miatt.[11]
- 2011. február: 8500 euró elégtételt kell Magyarországnak fizetnie egy férfinak jogtalan fogvatartás miatt.[12]
- 2011. június: Embertelen fogvatartási körülmények és megalázó bánásmód miatt 6000 eurót köteles a magyar állam fizetni Csüllög Zsigmond elítéltnek.[13]
- 2011 június: Több mint tízezer euró jóvátételt és közel négyezer euró perköltséget kell fizetnie a magyar államnak annak a koccanásos balesetet okozó férfinak, akit 2006-ban Siófokon előállításakor bántalmaztak a rendőrök, az ügyészség pedig nem volt hajlandó vizsgálatot indítani.[14]
- 2011. július: Uj Pétert, az Index főszerkesztőjét megalapozatlanul ítélték el Magyarországon becsületsértés miatt, amikor erősen negatív véleményt hangoztatott a Tokaj Kereskedőház egyik termékéről. A bíróság kötelezte a magyar államot, hogy fizessen Uj Péternek 3580 eurót az üggyel kapcsolatos költségei megtérítésére.[15]
- 2011. július: Magyarország megszegte a gyerekek védelméről szóló kötelezettségét egy jogtalanul Magyarországra hozott kislány ügyében. A magyar állam 32.000 euró elégtételt köteles fizetni az elrabolt kislány Franciaországban élő apjának.[16]
- 2017 március: A magyar állam jogellenesen tartott fogva, majd később kiutasított két bangladesi menedékkérőt. A bíróság a javukra egyenként 10 000 eurós elégtételt ítélt meg.[17]
Néhány nappal a döntés után a kormányszóvivő, illetve a Fidesz frakcióvezetője arról nyilatkozott, hogy az elmarasztaló ítélet miatt sor kerülhet arra, hogy Magyarország kilép az Emberi Jogok Európai Egyezményéből.[18][19] (Egyébként eddig csak katonai diktatúrában volt példa az Emberi Jogok Európai Egyezményének felmondására. Jelesül Görögország esetében, ahol 1967-ben katonai junta ragadta magához a hatalmat.)
- 2020. május: A bíróság kimondta, hogy Szlovákia megsértette Bosits Miklós igazságos eljáráshoz való jogát. Az ország főügyésze 2014-ben rendkívüli felülvizsgálati kérelmet adott be egy szlovák jogerős döntéssel szemben, amely kimondta, hogy az állam nem támaszthat igényt Bositsék erdőjére azért, mert a Beneš-dekrétumok alapján faji-nemzetiségi alapon meg kellett volna fosztani őket tulajdonuktól. A szlovák főügyész kérelme nyomán a legfelsőbb bíróság a szlovák állam javára ítélt. Az EJEB álláspontja szerint az ügyész beavatkozása újabb jogfosztó döntéshez vezetett. Az ügy visszakerült első fokra, és Bosits Miklósék a megismételt eljárás pereit is megnyerték.
- 2022. augusztus: 211 napon át tartottak fogva egy négyfős afgán családot - 1 és 3 éves gyerekekkel - a röszkei tranzitzónában. A strasbourgi bíróság megállapította, hogy a magyar állam jogellenesen és embertelen körülmények között, hatékony jogorvoslat lehetősége nélkül tartotta fogva a családot, ráadásul éheztette az apát. A négy menedékkérő embert a Magyar Helsinki Bizottság képviselte.[20]
- 2022. szeptember: A Magyar Helsinki Bizottság menekült ügyfele pert nyert a magyar állammal szemben. Az iráni keresztény férfi hiába próbálkozott az országba belépni és itt menedéket kérni, rendőrök kényszerítették vissza Szerbiába – és bántalmazták is. Az Emberi Jogok Európai Bírósága kimondta, hogy a magyar állam megsértette a kollektív kiutasítás tilalmát.[21]
- 2023. január: A strasbourgi bíróság elmarasztalta a magyar államot egy magyar tanárnő - a Magyar Helsinki Bizottság ügyfele - ügyében, akinek a rendőrök az intézkedés során eltörték a vállát. Az ítélet nem csak a tisztességes nyomozás hiányát rótta fel a magyar államnak, de megállapította azt is, hogy csakis a túlzott erőszak következménye lehetett a sérülés.[22]
- 2023. február: Az Emberi Jogok Európai Bírósága megerősítette, hogy a magyar hatóságok a felelősek a 22 éves szír fiatal haláláért, aki rendőri bántalmazás és erőszakos visszakényszerítés miatt a Tiszába fulladt 2016-ban. A férfi testvérének a Magyar Helsinki Bizottság nyújtott jogi képviseletet.[23]
- 2023. február: A magyar hatóságok 2015-ben három hónapon át tartottak fogva egy iraki menedékkérőt, akit nem kellett volna - ezt állapította meg ítéletében az Emberi Jogok Európai Bírósága. A férfit a strasbourgi eljárásban a Magyar Helsinki Bizottság képviselte.[24]
- 2023. május: Egy napon belül 3 ítélet is elmarasztalta a magyar államot a menekültekkel való bánásmódja miatt: egy 14 éves menedékkérő gyereket bántalmaztak az ásotthalmi mezőőrök és dobtak vissza Szerbiába a magyar rendőrök, egy 17 éves menedékkérőt önkényesen három hónapon át tartottak őrizetben, egy 28 éves kínzásáldozat menedékkérőt pedig súlyos egészségi problémai ellenére tartottak fogva. Mindhárom ügyfelet a Magyar Helsinki Bizottság képviselte, és mindhárom esetben nyertek a strasbourgi bíróságon.[25]

## Fordítás
- Ez a szócikk részben vagy egészben a European Court of Human Rights című angol Wikipédia-szócikk ezen változatának fordításán alapul.  Az eredeti cikk szerkesztőit annak laptörténete sorolja fel. Ez a jelzés csupán a megfogalmazás eredetét és a szerzői jogokat jelzi, nem szolgál a cikkben szereplő információk forrásmegjelöléseként.